# Războiul Caucazului
Răboiul Caucazului (1817—1864) a fost o serie de acțiuni militare din timpul cuceririi Caucazului  de către Imperiul Rus, mai precis a regiunilor Daghestanului, Ceceniei, Karaciaiului, Adîghei și a coastei de nord a Mării Negre din Caucaz. 
După cucerirea Hanatului Crimeii, principalul furnizor de sclavi pentru piețele din Orientul Mijlociu, prețul robilor a crescut foarte mult, ceea ce a făcut ca triburile caucaziene să se implice tot mai activ în acest negoț. Raidurile pentru capturarea sclavilor erau întreprinse în teritoriile învecinate, trecute de puțină vreme sub controlul Rusiei – Georgia  (1801 – 1810) și  Azerbaidjan (1803 - 1813). Stabilirea unui control ferm asupra regiunii, a căilor de comunicație și eliminarea raidurilor de jaf au fost considerate principalele obiective militaro-politice ale perioadei de către guvernul central rus. triburile din regiunile nordice ale lanțului caucazian au opus o rezistență îndârjită și de lungă durată încercărilor ruse de cucerire. 
Principalii inamici ai trupelor ruse au fost adîgii în vest, spre țărmurile Mării Negre, și triburile montane din Caucaz, care erau unite în statul militaro-teocratic islamic condus de Imam Șamil (Imamatul Caucazului format pe teritoriul actual al Ceceniei și Daghestanului). În primul stadiu al Războiului Caucazului a coincis cu războiul ruso-persandin 1826 – 1828 și cu cel ruso-turc din 1828 – 1829), în timpul căruia forțele militare ruse au întreprins acțiuni militare cu efective limitate împotriva triburilor din Caucaz. Spre mijlocul deceniului al patrulea, conflictul s-a agravat în Cecenia și Daghestan odată cu proclamarea Jihadului (războiul sfânt împotriva necredincioșilor). Insurecția antirusă a fost susținută moral și militar de Imperiul Otoman, iar în timpul Războiului Crimeii și de către Regatul Unit, care spera să-și întărească prezența în regiune. Rezistența cecenilor și daghestanezilor a fost înfrântă doar în anul 1859. Nord vestul Caucazului a fost supus de către ruși în ultima fază a războiului. Războiul a făcut numeroase victime în rândul populației locale, iar populația regiunii a scăzut ca urmare a emigrării celor care nu au dorit să rămână sub stăpânirea rușilor –  muhajir.